# Heinrich Wieland (Offizier)
Heinrich Wieland (* 7. Februar 1822 in Basel; † 3. April 1894 ebenda) war ein Schweizer Offizier.

## Leben
Heinrich Wieland wuchs in der Region Basel auf, sein Vater August Heinrich Wieland fiel 1833 als Major der städtischen Artillerie während der Schlacht an der Hülftenschanz. Sein jüngerer Bruder war der spätere Oberinstruktor der Infanterie Hans Wieland.
Wieland absolvierte die Rekrutenschule in der Klingenthalkaserne, 1846 wurde er Leutnant, während der badischen Aufstände betrieb er zwei Jahre lang für Basel Spionage, 1850 liess er sich in neapolitanische Dienste anwerben. Von 1859 bis zur Kapitulation des Königreichs in Gaeta am 13. Februar 1861 nahm er an den Kämpfen gegen Garibaldi teil, in einem Gefecht wurde er verwundet. Nach seiner Rückkehr in die Schweiz wurde er schon im April 1861 in Basel Oberstleutnant, fortan wirkte er als Instruktor in Basel, Freiburg, Neuenburg und auf Bundesebene. 1866 wurde er zum eidgenössischen Oberst befördert und übernahm eine Brigade. Wegen Differenzen mit dem in Bern tonangebenden Obersten Joachim Feiss (1831–1895) wurde er erst 1890 Kommandant der VIII. Division und 1891 Kommandant des IV. Korps. Wieland verstarb, noch im Dienst, an einem Herzschlag.